# عقد 220
عقد 220 هو عقد امتد بين 1 يناير 220 و31 ديسمبر 229 بحسب التقويم الميلادي. سبقه عقد 210 ولحقه عقد 230.

## مواليد
- مرقوريوس (224)
- غورديان الثالث (225)
- ليو هوي (225)
- الأنبا بولا (227)
- لورانس روما (225)

## وفيات
- تساو بي (226)
- جاو يون (229)
- أثينايوس (223)
- تساو تساو (220)
- ليو باي (223)
- كاليستوس الأول (223)
- جانغ فاي (221)
- إيل جبل (222)
- برديصان (222)
- يوليا ميزا (224)
- غان نينغ (222)

## كتب
- Yves Denis Papin (1998). Chronologie de l'histoire ancienne. Lieu de publication non identifié: Éditions Jean-paul Gisserot. ISBN:2-87747-346-5. OCLC:40746926. مؤرشف من الأصل في 2022-03-16.
- موسوعة حضارة العالم (2002) لأحمد محمد عوف.

## روابط خارجية
- تصفح سنة بسنة عقد 220 على موقع onthisday.com
- تصفح سنة بسنة عقد 220 ابتداءً من سنة عقد 220 على موقع المكتبة الوطنية الفرنسية